# 5歐分硬幣
5歐分硬幣（€0.05）是歐元硬幣的種類之一，由鍍銅鋼製造而成。所有的5歐分硬幣均有一個共同的反面設計和各國不同的正面設計。但各國亦須遵守共通的規定，如除非君主發生變化，否則不得在2008年之前變更硬幣設計。5歐分硬幣於2002年開始使用，但在2007年歐元硬幣進行設計改版時並未進行重新設計。除了歐元區國家之外，摩納哥、聖馬力諾、梵蒂岡三個使用歐元的國家也有自己的硬幣設計。

## 外部連結
- . European Central Bank.   [18 August 2009]. （原始内容存档于2017-12-28）.